# Śmigiel
Śmigiel (niem. Schmiegel) – miasto w województwie wielkopolskim, w powiecie kościańskim, siedziba gminy miejsko-wiejskiej Śmigiel. Nazywane jest miastem wiatraków ze względu na dawne tradycje młynarskie oraz sprzyjające warunki, dzięki którym, zgodnie z legendą, niegdyś w Śmiglu stało niemal 100 wiatraków.

## Nazwa
Miasto zostało lokowane w średniowieczu na gruntach wsi Koszanowo i początkowo jako miasto notowane było pod nazwą wcześniejszej wsi. Jej nazwa pojawia się w źródłach poczynając od roku 1301 Kossonow, Cosszonovo 1352, Cossonowo 1470, Kozanowo 1494, Coschanowo 1507, Coschonowo 1563, Koszanowo 1580. Brzmiała ona dawniej Koszonow, Koszonowo, a pochodzi od poświadczonej źródłowo nazwy osobowej Koszon, której nie można wyjaśnić jednoznacznie. Być może, jest ona z pochodzenia imiesłowem biernym przeszłym od czasownika kosić. W staropolskim nazewnictwie osobowym imiona mające formę imiesłowów nie należały do rzadkości, na przykład Biegan od biegać, Kochan od kochać, Obiecan od obiecać. Jest tez możliwe, ze nazwa osobowa Koszon jest zdrobnieniem imienia Konrad albo też jest derywatem od nazwy osobowej Kosz, która z kolei pochodzi od wyrazu pospolitego kosz.
W najstarszych dokumentach miasto notowano jako Koszanowo dopiero później przyjęła się nazwa Śmigiel, która pojawia się w źródłach w początku XV wieku – 1408 Smigel, 1411 de Smygla, 1415 w Szmiglu, 1420 Smygel, 1427 Smygyel, 1427 Smyghel, 1433 Smygiel, 1438 Smigil, 1450 Smikel, 1452 Smygil, 1474 Szmyghel, 1474 Szmygyel, 1523 Schmygel, 1527 Szmigiel, a później także 1563 Szmigiel oppidum, 1846 Szmigiel, 1892 Szmigiel albo Śmigiel. Możliwe, iż przed wiekiem XV określała ona odrębną osadę włączoną z czasem do nowo założonego miasta. Miasto to przyjęło od 1435 roku jako wyłączną nazwę Śmigiel, a tylko dla wsi utrzymała się nazwa Koszonowo, później Koszanowo. W 1460 roku Śmigiel otrzymał nowy przywilej lokacyjny. Jego rozwojowi sprzyjało położenie na ważnym szlaku komunikacyjnym z Poznania do Głogowa.
Do wyjaśnienia nazwy trudno się posłużyć istniejącym w gwarach wyrazem śmigiel, ponieważ żadne z czterech jego znaczeń zanotowanych w słownikach nie da się zastosować do nazwy miejscowej, są to bowiem drobne narzędzia gospodarskie lub ich części oraz część urządzenia młyńskiego regulująca ruch kamieni. Nieobojętną natomiast do wyjaśnienia nazwy wydaje się informacja o położeniu miasta na wzgórzu, gdyż miejsce to stwarzało znakomite warunki do budowy wiatraków. Wiadomo, ze w XVI wieku było ich w Śmiglu co najmniej sześć, a u schyłku wieku XVIII pięćdziesiąt. One to z pewnością nadawały miastu charakterystyczny wygląd, przez co wyróżnia się ono w krajobrazie okolicy. Wydaje się więc uzasadnione przypuszczenie, że to właśnie śmigające, to znaczy obracające się śmigi, czyli skrzydła wiatraków stały się podstawa omawianej nazwy. Została ona utworzona w ten sam sposób jak wymieniony powyżej gwarowy wyraz śmigiel, a więc od czasownika śmigać w znaczeniu 'obracać się, poruszać się szybko' przy pomocy przyrostka -el. Podobnie utworzone są na przykład krężel i krążel od krążyć, pocięgiel od pociągać.
Połączenie nazwy z nazwą osobową Śmigiel (poświadczona źródłowo jeden raz) wydaje się mniej przekonujące.

### Herb i godło
Nie wiadomo, kto i kiedy dokładnie był pomysłodawcą herbu miasta. Można przypuszczać, że autorem pomysłu był właściciel miasta, (Śmigiel był miastem prywatnym) Henryk Ramsz wraz z wybranymi przez niego rajcami.
Herb Śmigla zaliczany jest do typu topograficznego. Najstarsza pieczęć z herbem Śmigla pochodzi z XIV wieku, znana z odcisku z 1564 o średnicy 57 mm. Przedstawia on drewniana wieżę strażniczą ze spiczastym dachem z trzema oknami i krużgankiem nad nimi oraz datę 1544. Z biegiem czasu (prawdopodobnie w XVI w.) wzbogacono wieżę tę wysmukłym daszkiem zakończonym gałką. Po jej bokach pojawiły się dęby z żołędziami, a sama wieża osadzona została na pagórku. Ten sam motyw jest także na innej pieczęci wykonanej w XVI wieku i opatrzonej datą 1586, a znanej z odcisku z 1808 oraz także na pieczęciach wykonanych w XVII-XIX wieku. W powyższej formie herb został zatwierdzony przez Ministerstwo Spraw Wewnętrznych RP w 1939 roku i obowiązuje do dzisiaj. Symbolika herbu nie jest jasna.

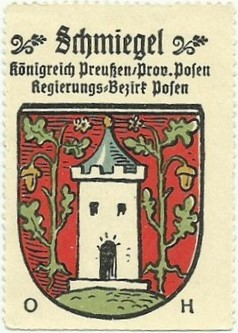
Znaczek reklamówki firmy Kaffee Hag przedstawiający herb miejscowości Śmigiel
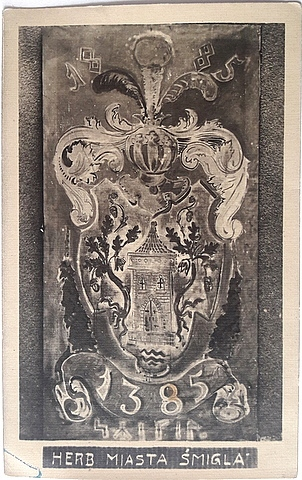
Pocztówka Śmigiel - herb miasta 1885
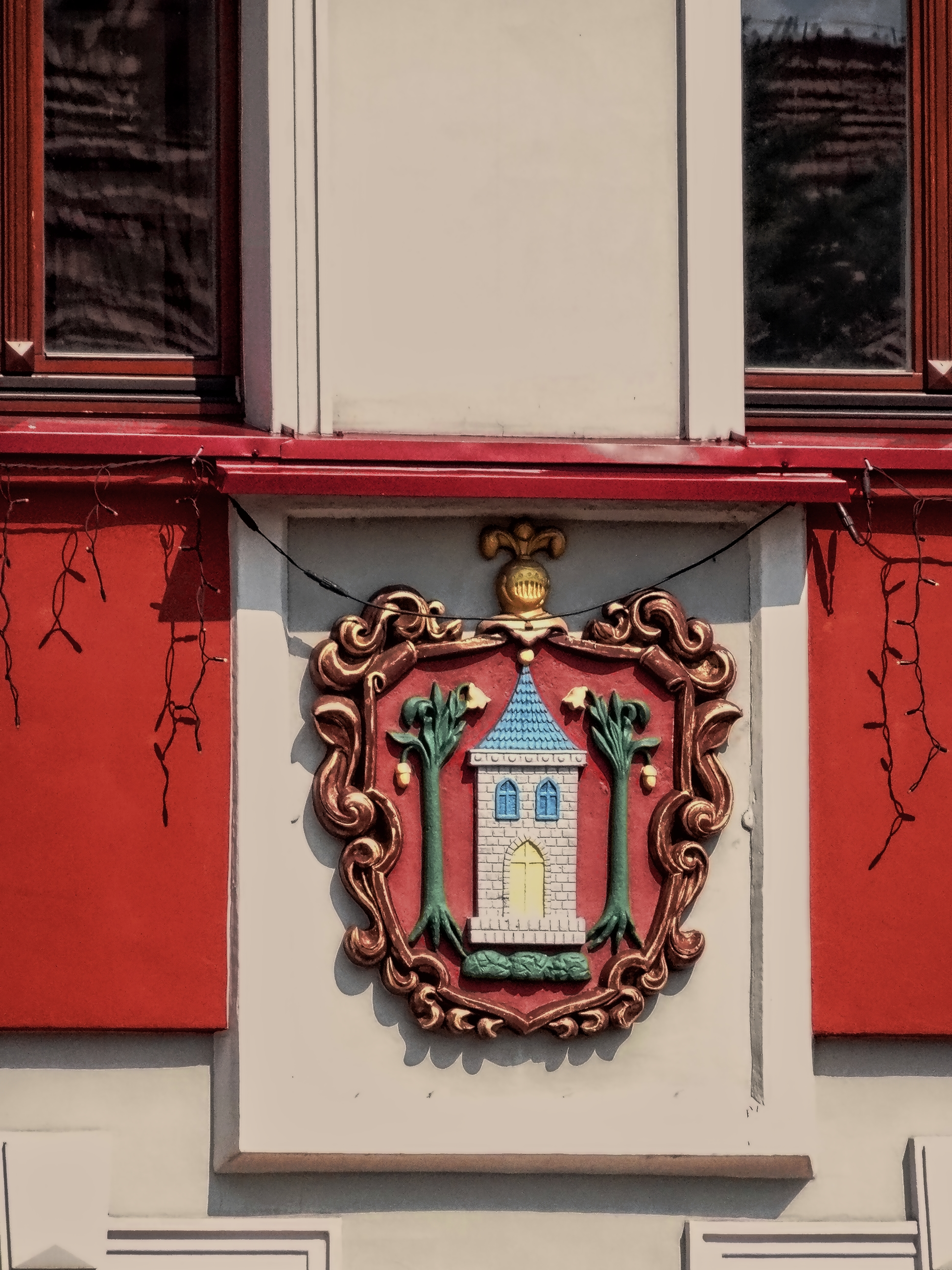
Herb na fasadzie domu

## Historia

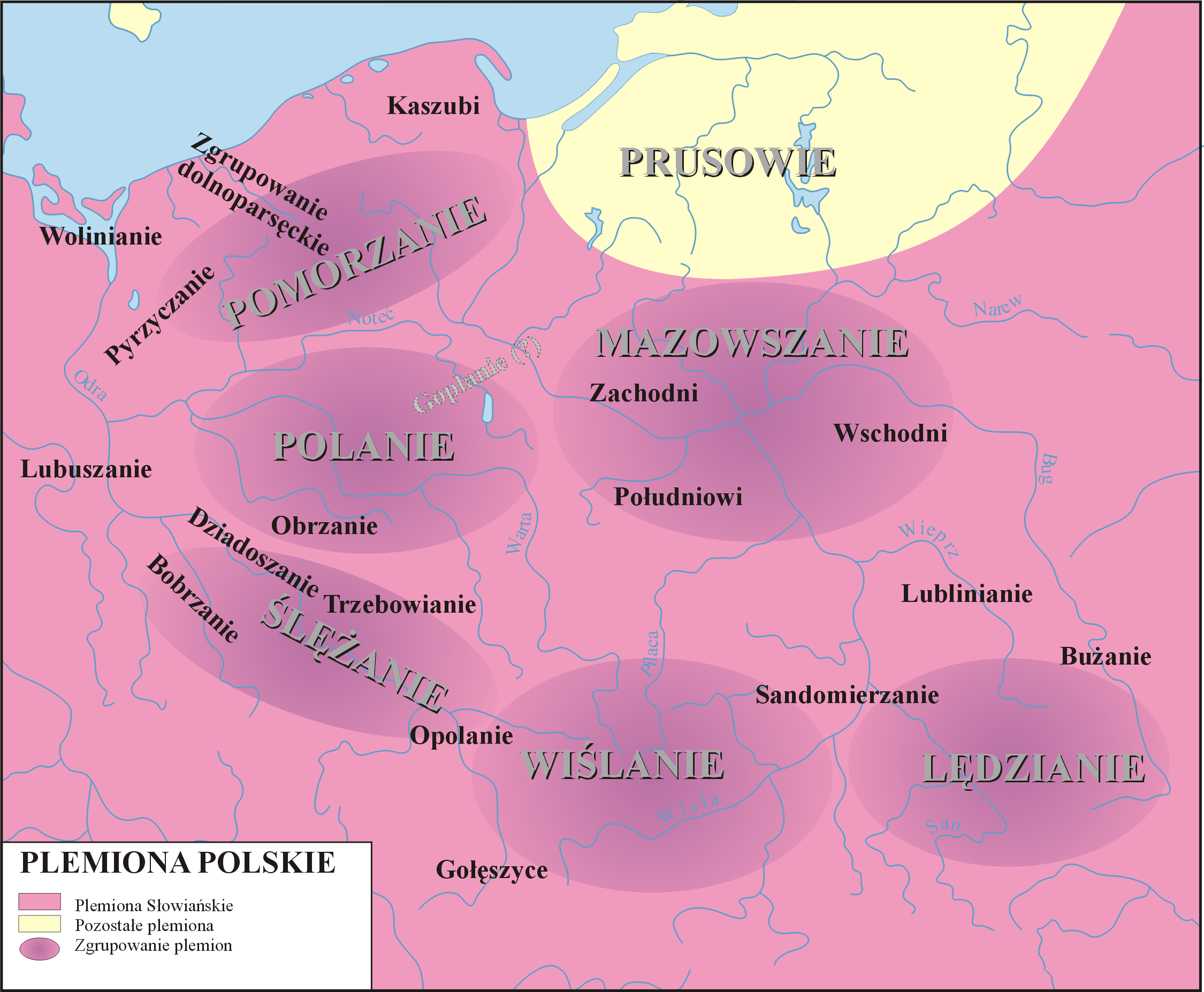
Obszar Obrzan na północ od Dziadoszan i Trzebowian

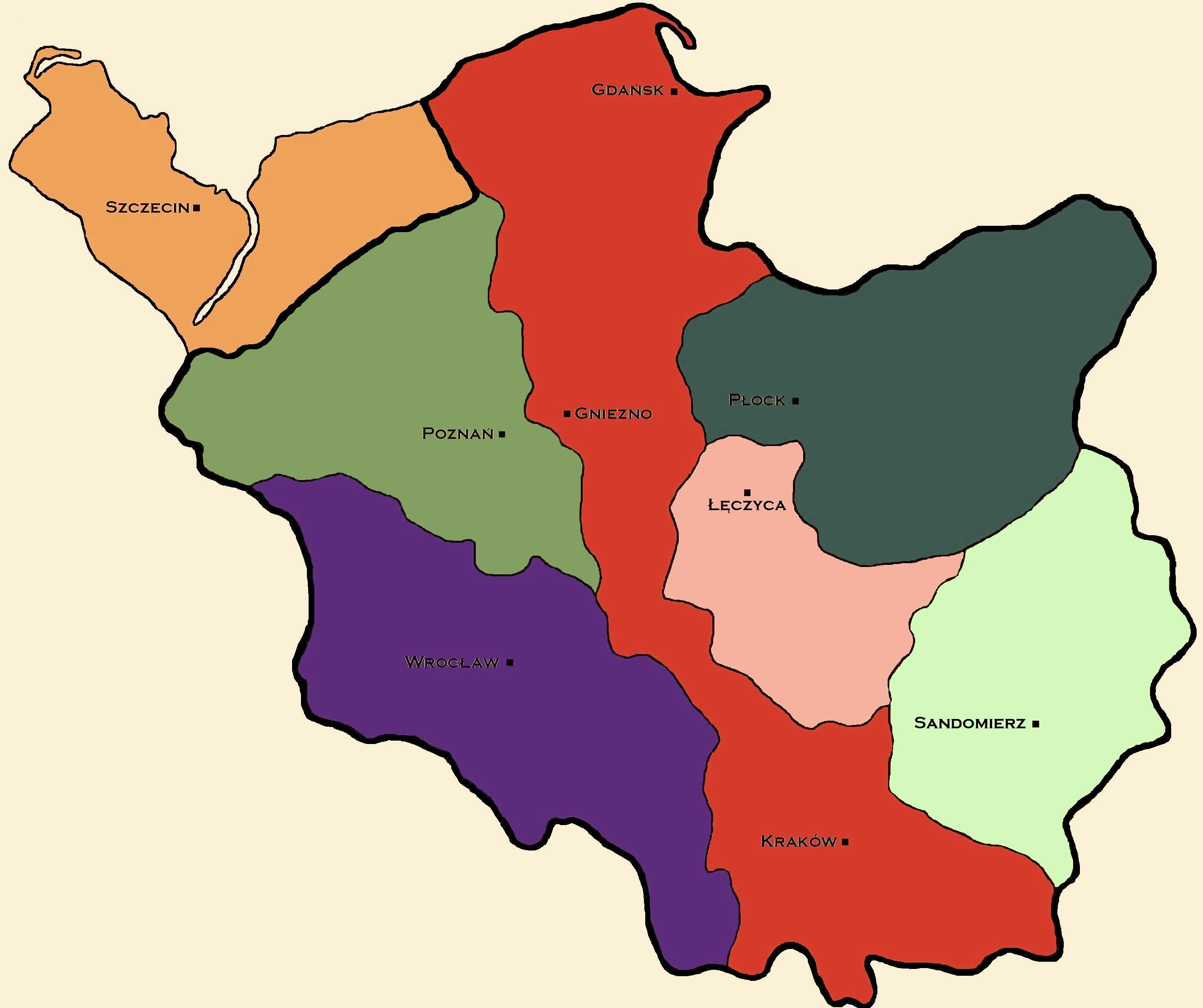
Przebieg granic w wiekach XII i XIII umiejscawiał rejon Śmigla na pograniczu wielkopolsko-śląskim

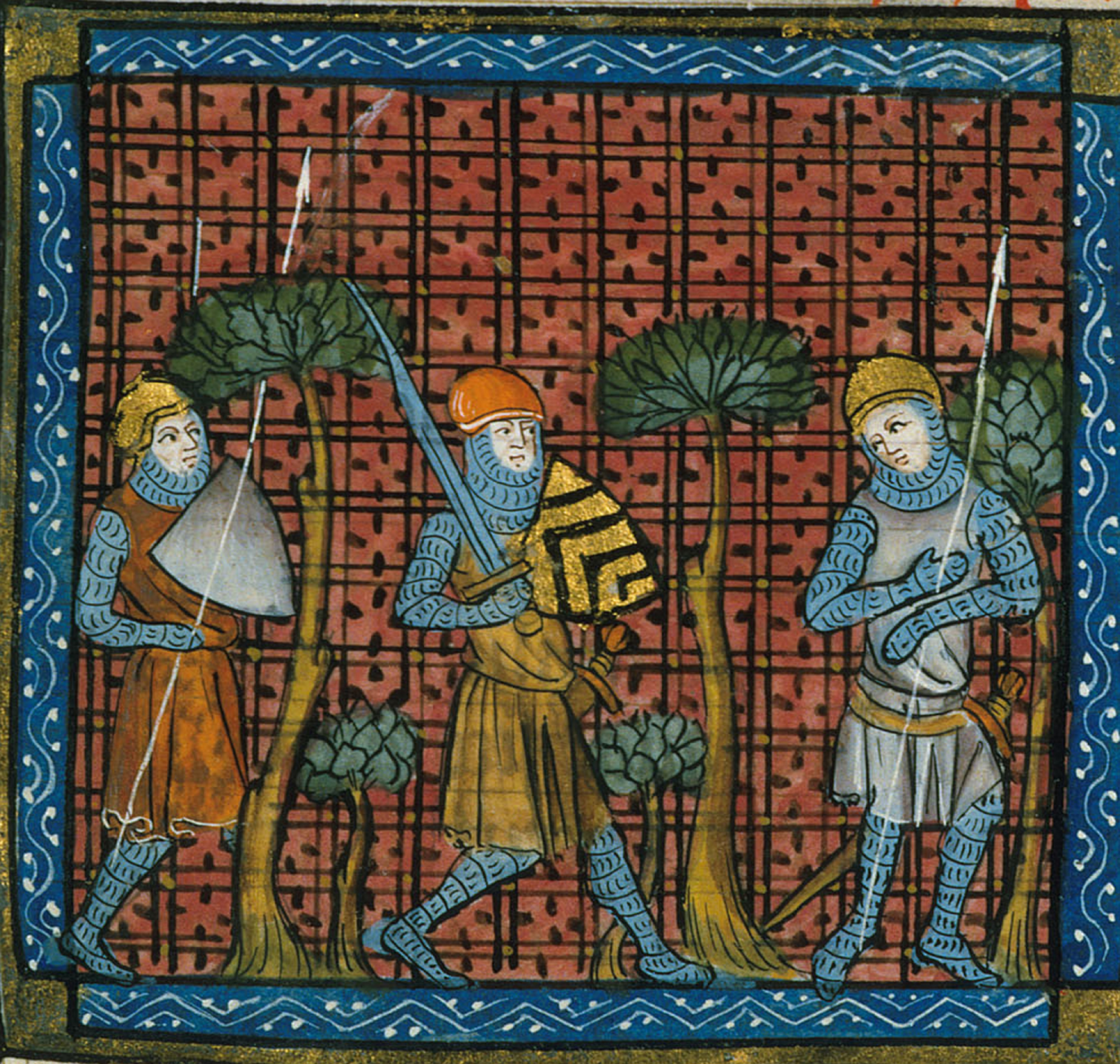
U progu XIV w. wybuchła wojna Kujawian i Głogowian o panowanie nad Kościanem, Śmiglem etc. (ilustracja poglądowa)

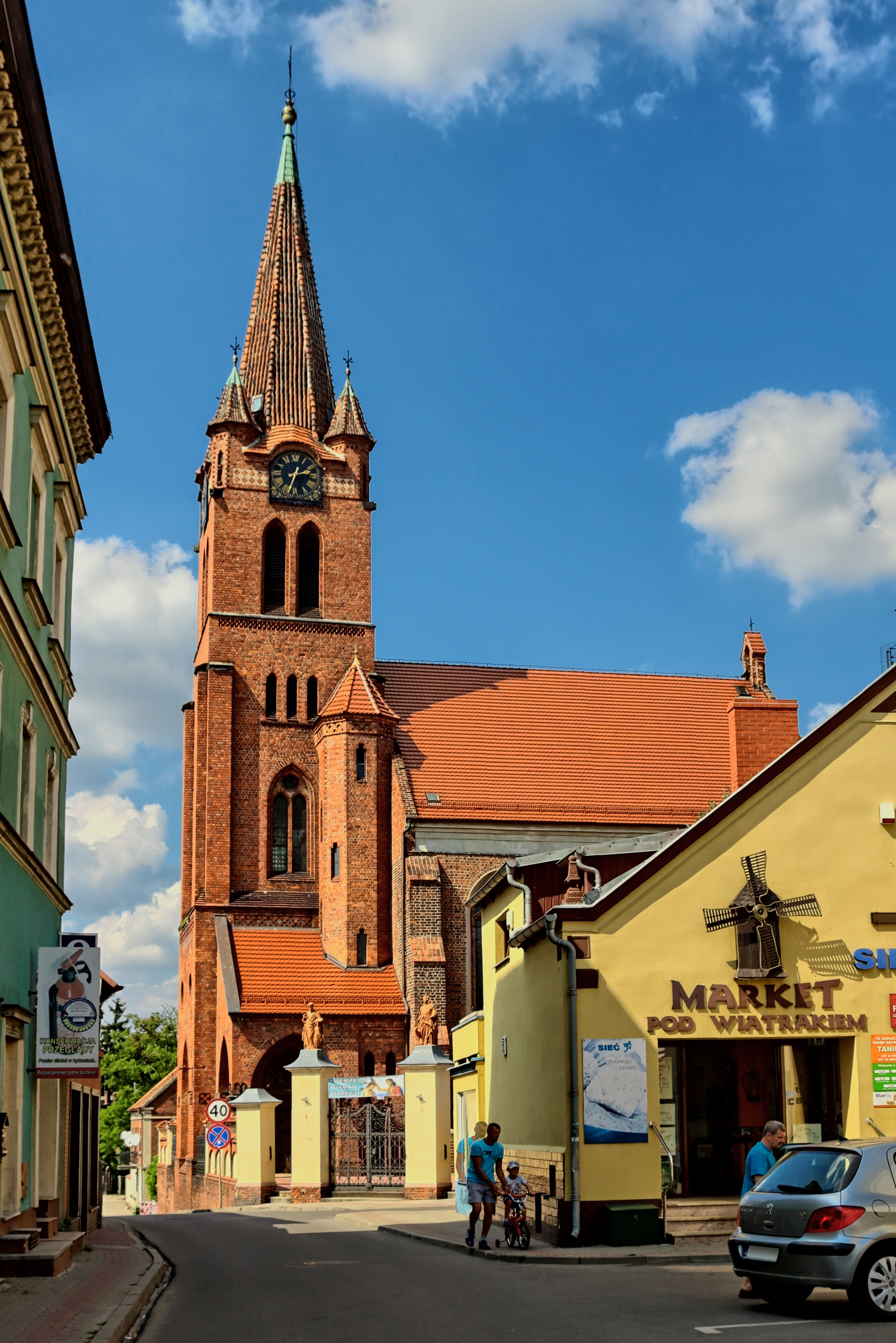
Średniowieczny kościół Śmigla z XV wieku.

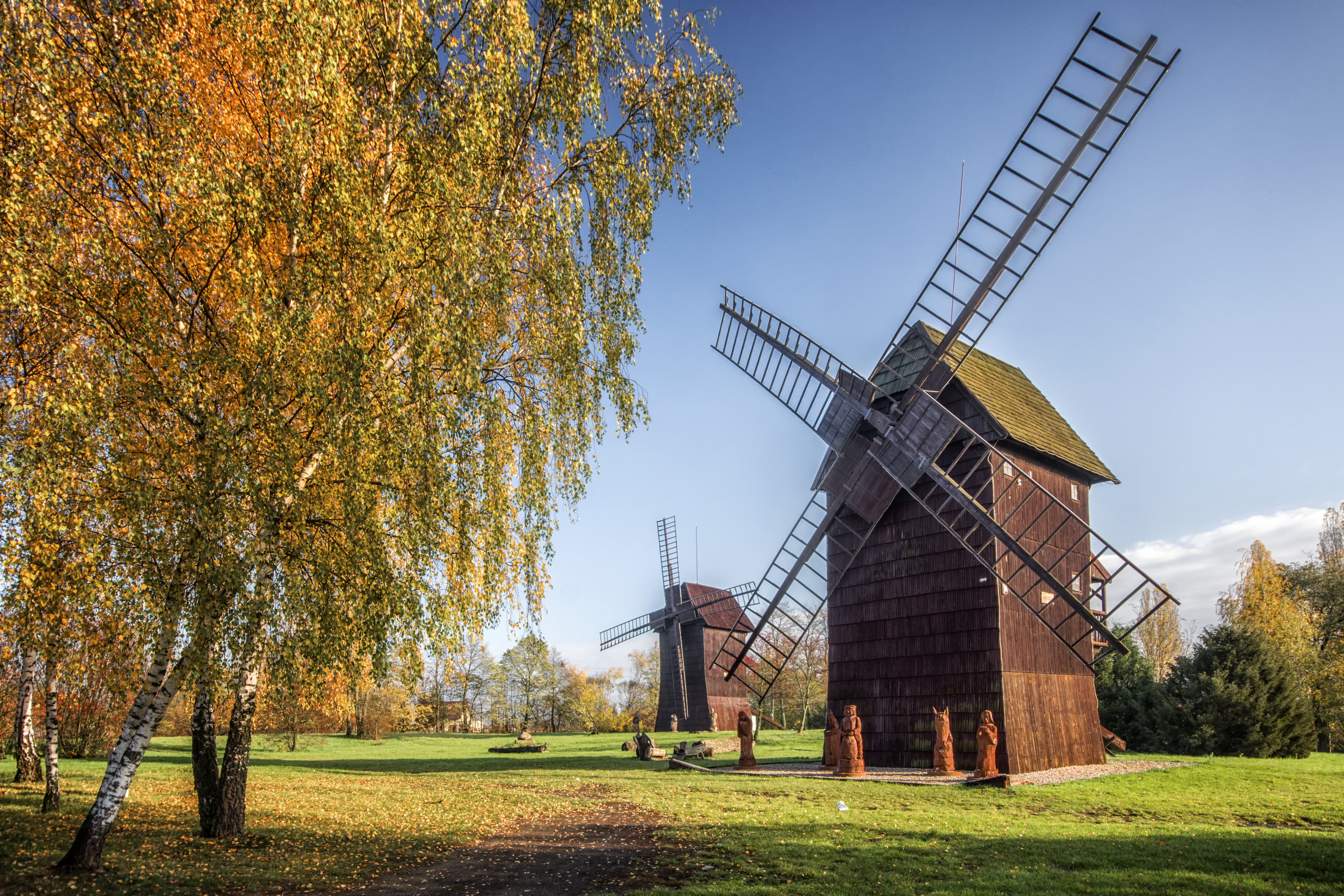
Jeden z dwóch zrekonstruowanych śmigielskich wiatraków

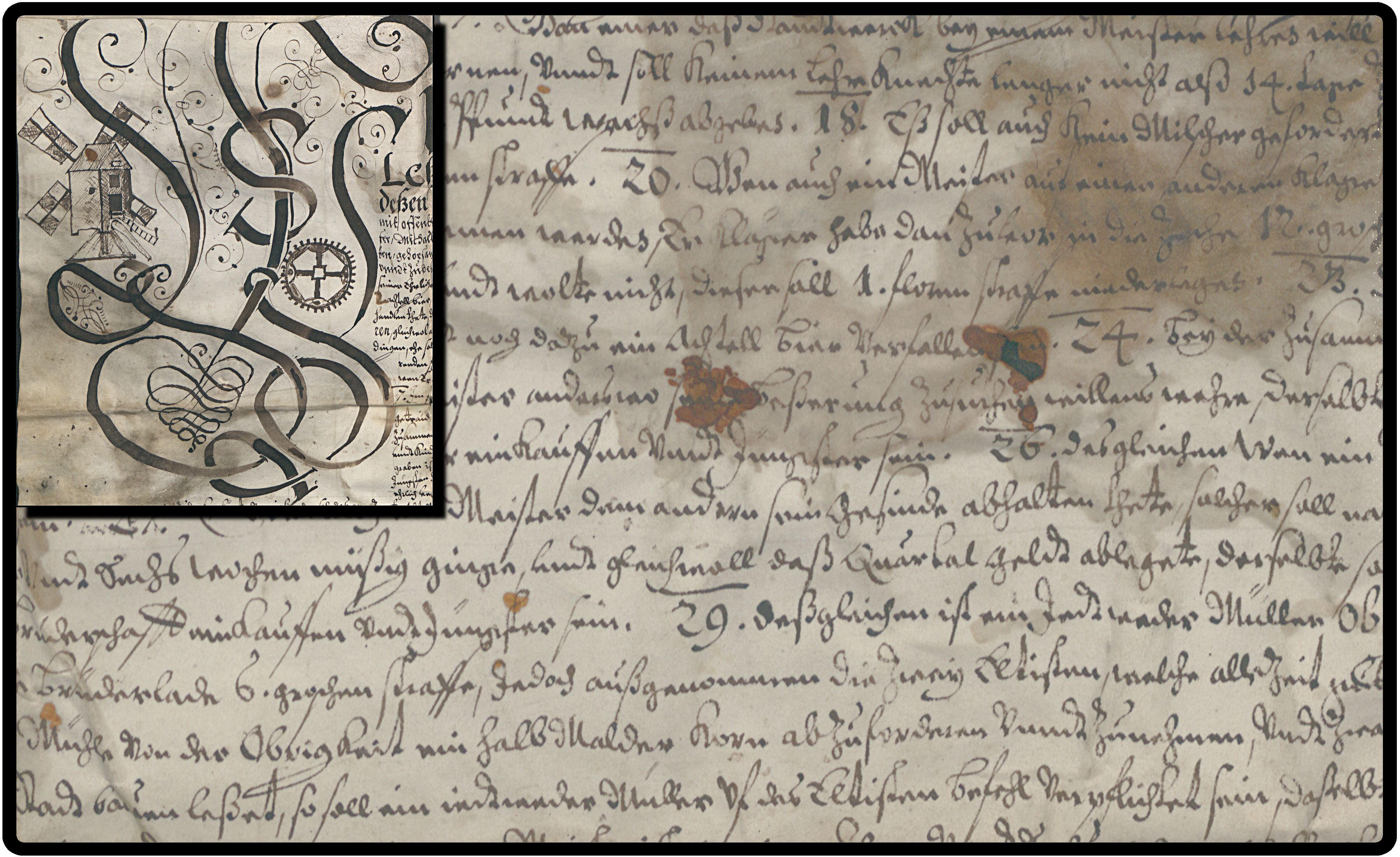
Dokument cechowy ze Śmigla – 1644 r. (miejsce przechowywania: Archiwum Państwowe w Poznaniu)

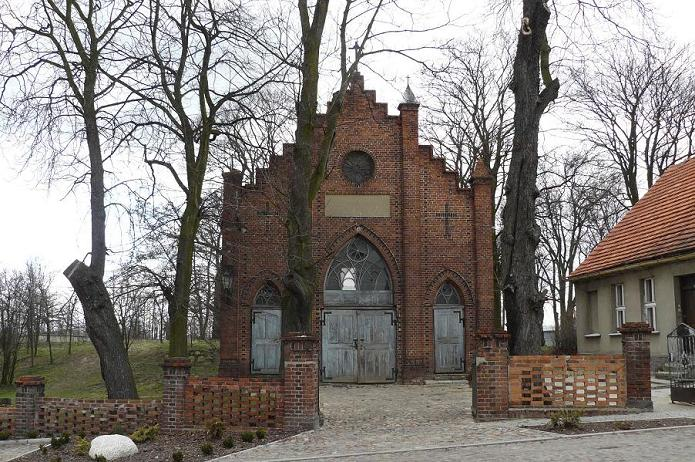
Kaplica na cmentarzu ewangelickim

### Geneza/Średniowiecze
Po migracji na obszar obecnej zachodniej Polski ludów słowiańskich obszar ziemi kościańskiej, okolice w których później powstał Śmigiel, stały się centrum osadniczym społeczności, który obecna archeologia określa nazwą Obrzanie. Według współczesnego stanu nauki wiemy, że była ona na wyższym poziomie rozwoju cywilizacyjnego od swoich północnych sąsiadów (Polanie), a niektórzy mieszkańcy brali udział w handlu ze światem śródziemnomorskim i światem arabskim. Jako prosperujący obszar "Obrzanie" weszli w sferę zainteresowania rodu Piastów, stając się obiektem podboju dokonanego przez Mieszka I. Ludność tutejsza została przeniesiona na północny wschód pomiędzy Giecz, Gniezno i Poznań zdaniem znawców wybitnie wzmacniając potencjał ludnościowy i ekspansywność Civitas Schinesghe/Państwa Gnieźnieńskiego.
Będąc w czasach Polski dzielnicowej właściwie na pograniczu Śląska i Wielkopolski, na przełomie wieków XIII i XIV, rejon obecnego miasta Śmigiel został częścią Księstwa głogowskiego. 10 marca roku 1296 książęta, kujawski Władysław Łokietek i głogowski Henryk III zawarli ugodę pod Krzywinem o podziale Wielkopolski, wtedy to suzerenem dla tych terenów stał się Głogowczyk. Wedle postanowień traktatowych Henryk III obejmował wszystkie ziemie na południe od rzeki Obry plus kasztelanie: zbąszyńską i wschowską, a nawet teren za Notecią po Drezdenko. Kujawski Władysław  adoptował syna Henryka III – Henryka IV Wiernego i czynił go następcą w poznańskiem.
24 czerwca 1298 r. zawarto tajny układ w Kościanie, książę głogowski umówił się z opozycją możnych wielkopolskich z biskupem poznańskim Andrzejem Zarembą na czele, że w zamian za potwierdzenie przywilejów kościelnych i zgodę na objęcie w przyszłym królestwie funkcji kanclerza przez biskupa Andrzeja Wielkopolanie wspomogą w rewindykacji Wielkopolski, pozyskaniu Pomorza Gdańskiego jak też w uzyskaniu przez Głogowian korony królestwa polskiego.
Piastowie z Kujaw w osobie Władysława Łokietka zdobyli mocną pozycję stosując agresję wobec sąsiednich księstw i zdecydowali się testować opór na zachodzie krótkotrwale sięgając po Zbąszyń który jednak synowie księcia Henryka III Głogowczyka zdołali odbić. Świadomość o wzrastającej sile kontrolujących coraz to większe obszary Polski Piastów kujawskich, skierowała Piastów głogowskich ku zbliżeniu z zakonem krzyżackim, próbującym ograniczać Łokietka popierając mniejsze księstwa. Taki ruch widzimy był sensownym w świetle tego że wcześniej już, w 1314, gdy wielkopolskie możnowładztwo zbuntowało się przeciw reformie administracyjnej, Łokietek wyciągnął rękę po Poznań, w 1315–1317 rozpętując wojnę, by zagarnąć resztę Wielkopolski. Wojna ta nie przyniosła rozstrzygnięć, a tylko zdewastowała nadobrzańskie tereny.
Wnioskując logicznie; władcy dla Śmigla, Kościana, Zbąszynia tj., Henryk IV z bratem Przemkiem II, którzy poprzez swą matkę i ich dziadka Albrechta z Brunszwiku, byli krewnymi z wielkim mistrzem krzyżackim.
Stając przy Zakonie w jego konflikcie z Łokietkiem, mogli  nie tylko widzieć szansę na utrzymanie granic na Obrze, a wręcz na przywrócenie swojej władzy nad Poznaniem.
Jako skutek wojny polsko-krzyżackiej ziemie za Obrą zostały podbite i przyłączone do odtwarzanej w owym czasie przez kujawskich Piastów Polski za panowania Kazimierza III - syna Łokietka.
Nadanie Śmiglowi praw miejskich nastało u schyłku XIV w., przed 1400 rokiem, co do tego historycy nie są pewni do końca. Część specjalistów przyjmuje rok 1388, kiedy zgodę wyraził Władysław Jagiełło, na prośbę królewskiego namiestnika Wschowy, szlachcica rodem z Górnych Łużyc, Remszela z Oppeln (teraz część miasta Löbau).
W roku 1400 dziedzic w dzisiejszej wsi Koszanowo, kolejny nazwiskiem von Oppeln, Henryk, dostał przywilej na założenie miasta od króla Władysława Jagiełły. Miasto zostało lokowane na obszarze części wsi Koszanowo i przyjęto początkowo nazwę macierzystej wsi. Henryk nadał miastu Koszanowo targ na sól, a także wagę, postrzygalnię, dwie ławy chlebowe, dwie ławy rzeźnickie, dwie ławy szewskie, wysokie kramy oraz stawy położone wokół rowu miejskiego. 

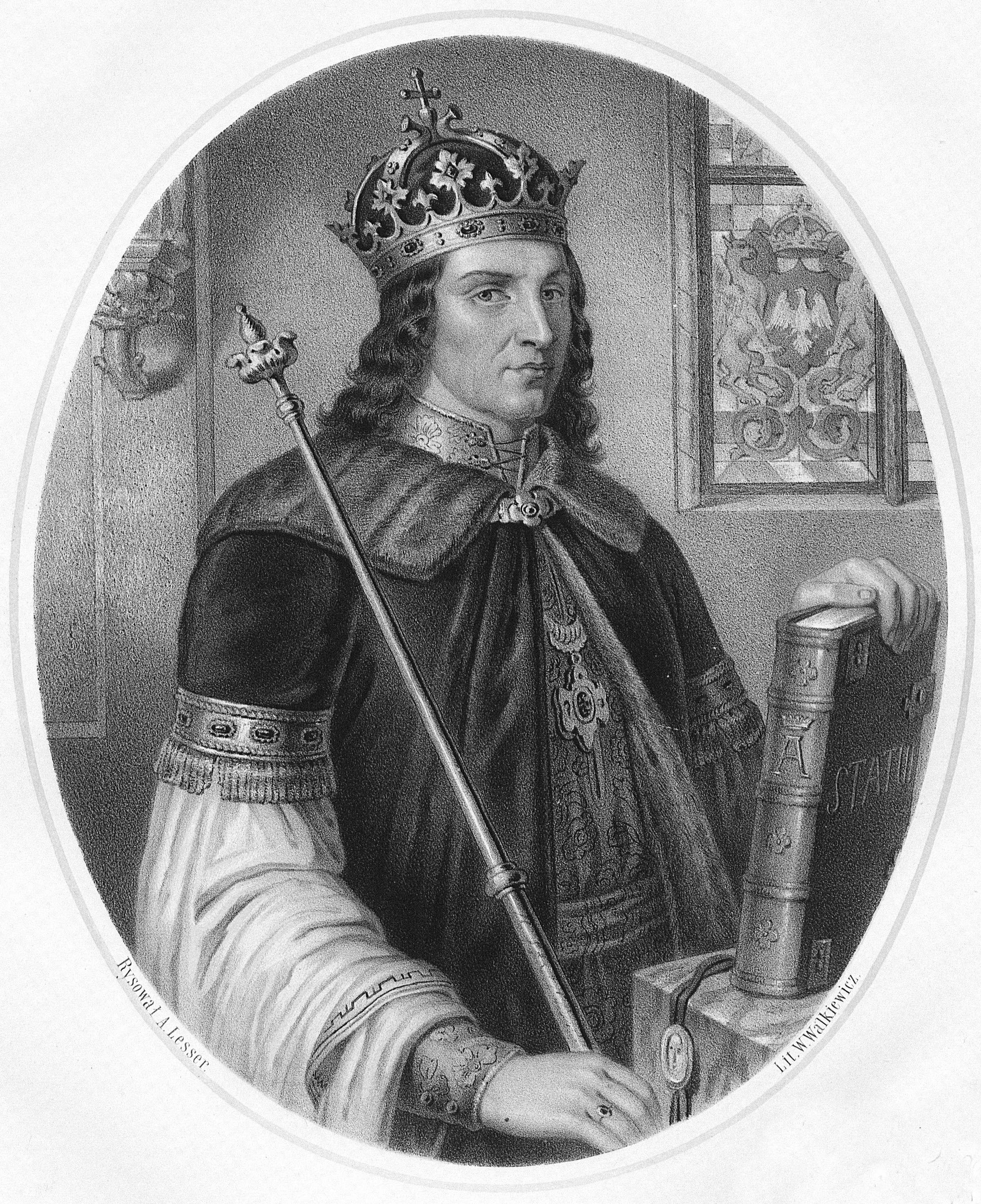
Król Aleksander wspomógł miasto ulgami podatkowymi

W 1415r. Ramszel(II?) z Oppeln - koszanowski dziedzic, nadał miastu Koszanowo prawo magdeburskie oraz Nową Wieś, która graniczyła z Koszanowem oraz Bronikowem. Burmistrz oraz rajcy mieli w niej pobierać czynsz wynoszący 11 grzywien, a pleban miał dostawać rocznie 8 groszy w trojakach oraz jeden korzec chmielu z każdego łanu.

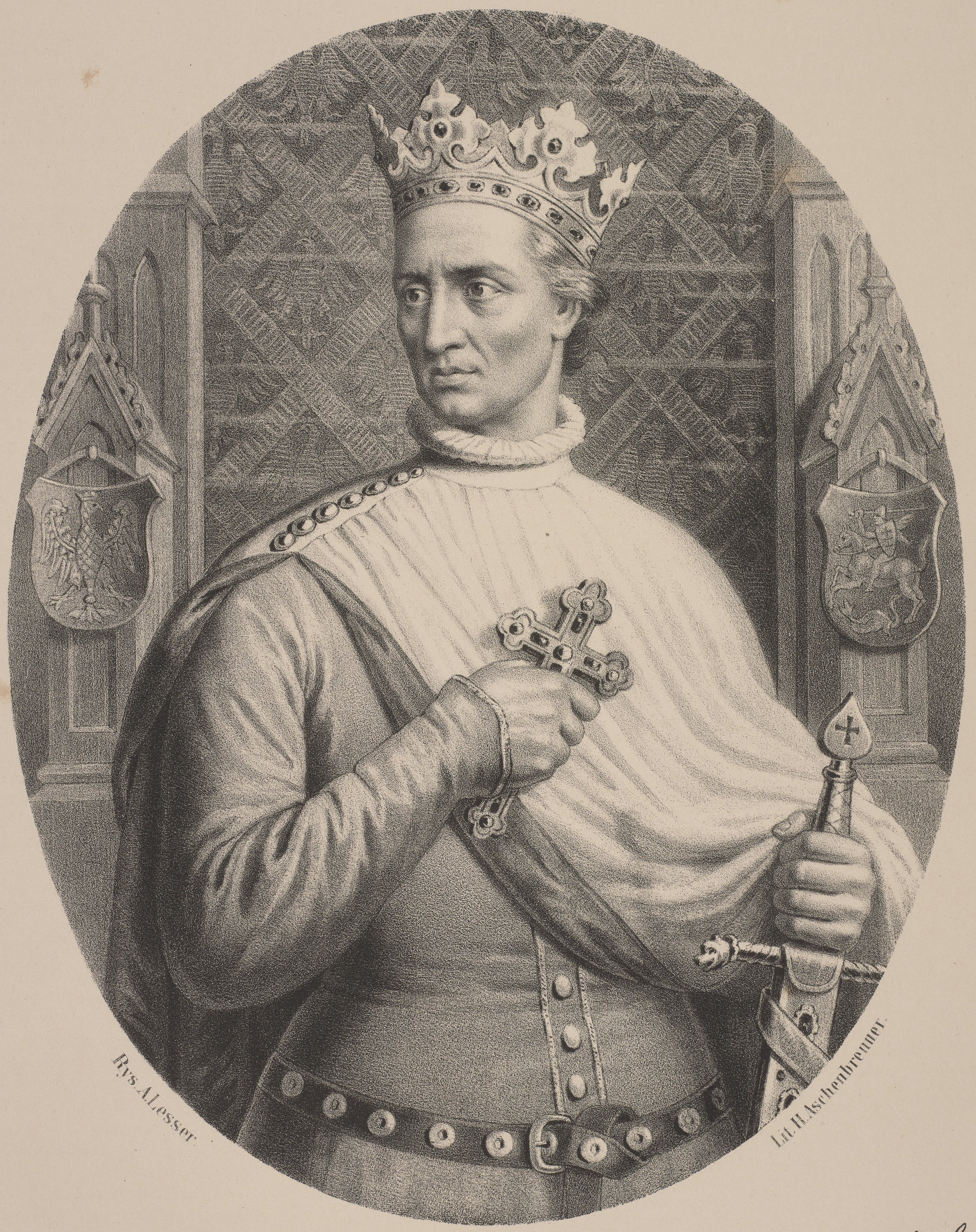
Władysław II dał zgodę na lokację miejską Śmigla

W 1425 miejscowość leżała w powiecie poznańskim Korony Królestwa Polskiego. Od 1408 była siedzibą własnej parafii. W 1510 należała do dekanatu Kościan.
W dobie trwania zmagań wojny trzynastoletniej Śmigiel wystawił w 1458 roku 7 pieszych na odsiecz oblężonej polskiej załogi Zamku w Malborku.
Przez ostatni wiek średniowiecza królowie z Jagiellonów sprzyjali rozwojowi Śmigla. W 1460 król polski Kazimierz Jagiellończyk na prośbę biskupa poznańskiego Andrzeja Bnińskiego; logicznie wnioskując; potwierdził Śmiglowi prawa miejskie wzoru Magdeburga. W 1493 król polski Jan Olbracht na prośbę kanonika poznańskiego Piotra Śmigielskiego pozwolił mieszczanom śmigielskim podczas targów tygodniowych w czwartki swobodnie sprzedawać konie, woły i bydło. 1506 król polski Aleksander Jagiellończyk zwolnił z płacenia podatków na 4 lata tych mieszczan ze Śmigla, którzy ucierpieli szkody z powodu pożaru. W 1517 czopowe od mieszczan S. za 1 kwartał król Zygmunt Stary nadaje Janowi Rozdrażewskiemu.

### Nowożytność
W latach 70. XVI w. ówczesny właściciel miasta Eliasza Arciszewskiego założył w Śmiglu zbór braci polskich i stał się on jednym z głównych ośrodków braci polskich w Polsce. W 1582 miasto strawił pożar.
Trudności objawiły się dla Śmigla i okolic w czasach potopu szwedzkiego, rekwirunki i kontrybucje cechujące szwedzką okupację były tym z czym się zmagano. Typowym w tamtej epoce sposobem prowadzenia działań było przerzucanie kosztów utrzymania okupanta na ludność lokalną. Fakt, że pobliski Kościan wybrano na punkt stacjonowania wojska szwedzkiego stanowił uciążliwość też w Śmiglu
31 marca 2011 miasto liczyło 5613 mieszkańców.
W latach 1975–1998 miasto administracyjnie należało do woj. leszczyńskiego.

### II wojna światowa

#### Pierwsza egzekucja 30 wrzesień 1939
W sobotę 30 września 1939 r. z Poznania do Śmigla przybyło Einsatzkomando (Sąd Policji Bezpieczeństwa – grupa operacyjna SD nr VI/14) podporządkowane Einsatzgruppe VI jednej z sześciu niemieckich grup operacyjnych działających na terenie okupowanej Polski utworzonych do eliminacji polskiej inteligencji w ramach Intelligenzaktion. Na jej czele której stał SS-Sturmbannführer Gerhard Flesch. Przyczyną wizyty było śledztwo i rozprawa w związku z zabójstwem Niemca Christiana Ruscha, stróża cegielni w Nietążkowie, właścicielem której był Niemiec Heinrich Hentschel. Śledztwo obejmowało również spalenie zabudowań w gospodarstwie Niemca Roberta Langnera w Nietążkowie.
W skład kompletu sędziowskiego wchodzili: przewodniczący Gerhard Flesch, Lawnicy: SS-Sturmbannführer Hotze i SS-Obersturmbannführer Hein, protokolantem był SS-Scharfuhrer Probst oraz członkowie: Heinrich Hentschel – ówczesny burmistrz Śmigla, piekarz Herman Schneider, fryzjer Gerhard Knappe i młynarz Walter Rolle - wszyscy byli mieszkańcami Śmigla.
Wynikiem śledztwa było ustalenie, że Polacy są winni, nie ustalono jednak sprawców, ale skazano na śmierć przez rozstrzelanie 16 Polaków (bez wskazania których dokładnie). Ostatecznie z 16 skazanych rozstrzelano 8 osób (pozostałe 8 rozstrzelano 2 października 1939 r. na rynku w Kościanie). 7 rozstrzelanych aresztowano tuż przed egzekucją, a jeden (Feliks Zbierski) został wytypowany spośród zakładników przetrzymywanych wówczas w Śmigielskim więzieniu.
Krótko po procesie tego samego dnia (30 września) około godziny 19:15 na rynku ustawiono kilka samochodów, które reflektorami oświetlały 3 jego pierzeje, czwartą, przy której mieścił się budynek z apteki, oświetlono przy pomocy reflektorów motocyklowych. Z ulic osunięto Polaków. O godzinie 19:30 z siedziby magistratu, który mieścił się w starym ratuszu, wyprowadzono 8 skazańców i ustawiono pod murem apteki kamienicy nr 7. Pluton egzekucyjny składał się z 8 strzelców. 4 z nich strzelało klęcząc, a pozostali 4 strzelali stojąc.
W miejskim więzieniu przebywało jeszcze 9 zakładników i to oni zajęli się pochowaniem ofiar. Wozem konnym zwłoki rozstrzelanych przewieziono na cmentarz pożydowski, gdzie w 2 rzędach po 4 osoby twarzą do ziemi pochowano Polaków.
W śmigielskim Urzędzie Stanu Cywilnego sporządzono rozstrzelanym akty zgonu. Sekretarz Urzędu Stanu Cywilnego, Polak Leonard Graczyk, dopisał ręcznie notatkę, która brzmiała: W Śmiglu na Starym Rynku na skutek uchwały Sadu Doraźnego w Poznaniu z dnia 30 września 1939 roku, dnia 30 września 1939 roku o godzinie siódmej minut 25 po południu został rozstrzelany.

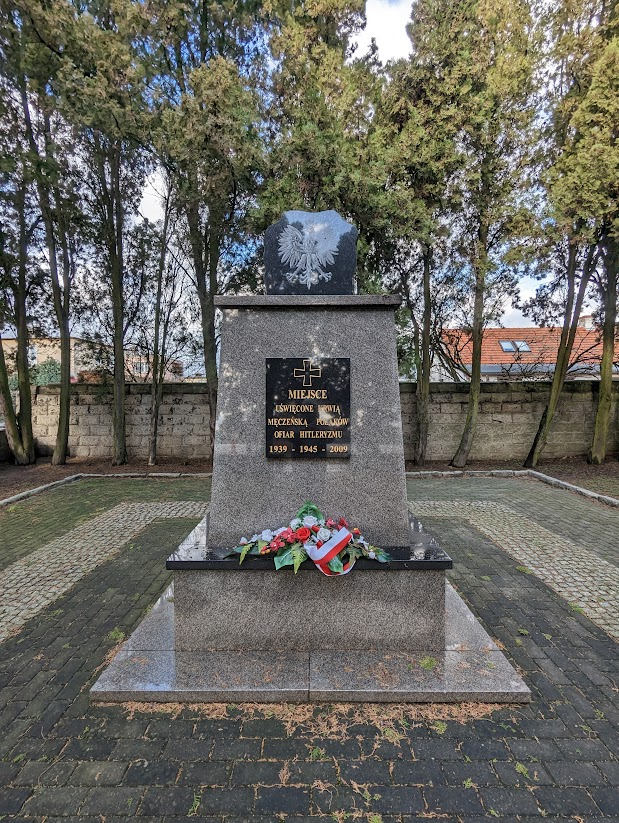
Pomnik ku czci rozstrzelanych Polaków przez nazistów 30 września 1939 roku i 23 października 1939 roku. Miejsce pochowku rozstrzelanych w miejscu pożydowskiego cmentarza. Obecnie szczątki rozstrzelanych pochowane są na cmentarzu św Wita.

| Imie       | Nazwisko   | wiek | Zawód                                 | numer i data aktu zgonu |
| ---------- | ---------- | ---- | ------------------------------------- | ----------------------- |
| Stanisław  | Bock       | 46   | chłop z Nietążkowa                    | 58 – 12.10.1939         |
| Ignacy     | Cieśla     | 50   | drogomistrz ze Śmigla                 | 53 – 12.10.1939         |
| Walenty    | Czyżowski  | 52   | właściciel młyna motorowego ze Śmigla | 55 – 12.10.1939         |
| Czesław    | Janicki    | 52   | fabrykant z Kościana                  | 68 – 17.11.1939         |
| Wiktor     | Kamieniarz | 55   | chłop z Nietążkowa                    | 56 – 12.10.1939         |
| Stanisław  | Nowakowski | 39   | drogista                              | 51 – 12.10.1939         |
| Felix      | Zbierski   | 41   | fryzjer ze Śmigla                     | 54 – 12.10.1939         |
| Franciszek | Zimmer     | 63   | chłop z Nietążkowa                    | 57 – 12.10.1939         |

#### Druga egzekucja 23 października 1939 (egzekucja publiczna,operacja Tannenberg)
23 października 1939 r. do Śmigla ponownie przyjechało Einsatzkomando na czele z SS-Sturmbannfuhrerem Gerhardem Fleschem. Przed południem z budynku sadu grodzkiego w Śmiglu, do magistratu, przeprowadzono 34 zakładników, aresztowanych poprzedniego dnia. Wszystkich przesłuchano, a następnie wydano werdykt. Na śmierć przez rozstrzelanie skazano 15 osób. Skazańców zmuszono do wykopania masowego grobu na cmentarzu pożydowskim, obok mogiły rozstrzelanych 30 września 1939 r.
Przed godziną 12:30 na rynku w Śmiglu naziści zgromadzili lokalną ludność cywilna. Skazanych na śmierć z magistratu przeprowadzono pod eskortą pod mur apteki znajdującej się w kamienicy pod numerem 7. Skazanych ustawiono twarzą do ściany z rękoma wzniesionymi w górę. Miejsce egzekucji zostało specjalnie przygotowane. Pod ścianą ustawiono worki z piaskiem, a podłoże pokryto sianem, aby krew nie zostawiła śladów na bruku. Pod sąsiednią kamienicą (nr 4) ustawiono dwa wozy konne i brygadę roboczą Polaków – zakładników zmuszonych do „obsługi” egzekucji. Po oddaniu salwy i dobiciu rannych przez pluton egzekucyjny ofiary przewieziono na cmentarz pożydowski i zrzucono do wspólnej mogiły.
W śmigielskim Urzędzie Stanu Cywilnego, sporządzono rozstrzelanym akty zgonu. Sekretarz Urzędu Stanu Cywilnego, Polak Leonard Graczyk, dopisał ręcznie notatkę która brzmiała: "W Śmiglu na Starym Rynku na wskutek wyroku Sądu Doraźnego w Poznaniu z dnia 23 października 1939 roku o godzinie 12.00 minut trzydziestoleci po południu został rozstrzelany"
| Imie        | Nazwisko      | wiek | numer i data aktu zgonu |
| ----------- | ------------- | ---- | ----------------------- |
| Zygmunt     | Ciesielski    | 58   | 92 – 30.12.1939         |
| Jakób       | Firlej        | 60   | 103 – 19.12.1939        |
| Albin       | Kasperski     | 27   | 94 – 19.12.1939         |
| Wilhelm     | Kreuschner    | 59   | 89 – 19.12.1939         |
| Józef       | Ławniczak     | 51   | 85 – 19.12.1939         |
| Zbigniew    | Łukomski      | 37   | 86 – 19.12.1939         |
| Brunon      | Modlinski     | 27   | 98 – 19.12.1939         |
| Władysław   | Pioch         | 50   | 88 – 19.12.1939         |
| Roman       | Przybysz      | 40   | 90 – 19.12.1939         |
| Wiktor      | Sobczak       | 37   | 93 – 19.12.1939         |
| Maksymilian | Stachowiak    | 61   | 91 – 19.12.1939         |
| Leon        | Szymański     | 27   | 87 – 19.12.1939         |
| Józef       | Tolksdorf     | 34   | 95 – 19.12.1939         |
| Brunon      | Wojciechowski | 53   | 97 – 19.12.1939         |
| Stanisław   | Wojciechowski | 40   | 96 – 19.12.1939         |

## Miasta partnerskie
- Kamenice nad Lipou – w powiecie Pelhřimov, w kraju Wysoczyna, w Czechach
- Balatonfűzfő – w komitacie Veszprém, w powiecie Balatonalmádi, na Węgrzech
- Neufchâteau – w departamencie Vosges, w regionie Lotaryngia, we Francji

## Gospodarka
Ośrodek usługowy regionu, uprawy warzyw i owoców (truskawek, pomidorów, pieczarek); drobny przemysł spożywczy i meblowy.

## Demografia

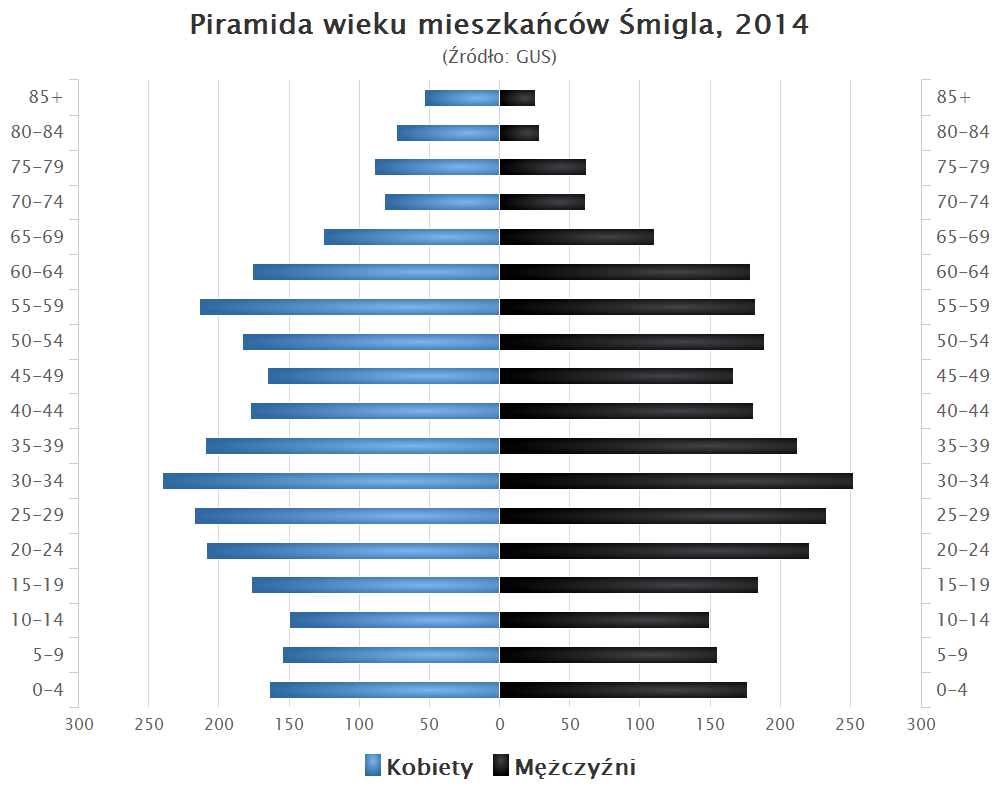
Piramida wieku mieszkańców Śmigla w 2014 roku

## Zabytki

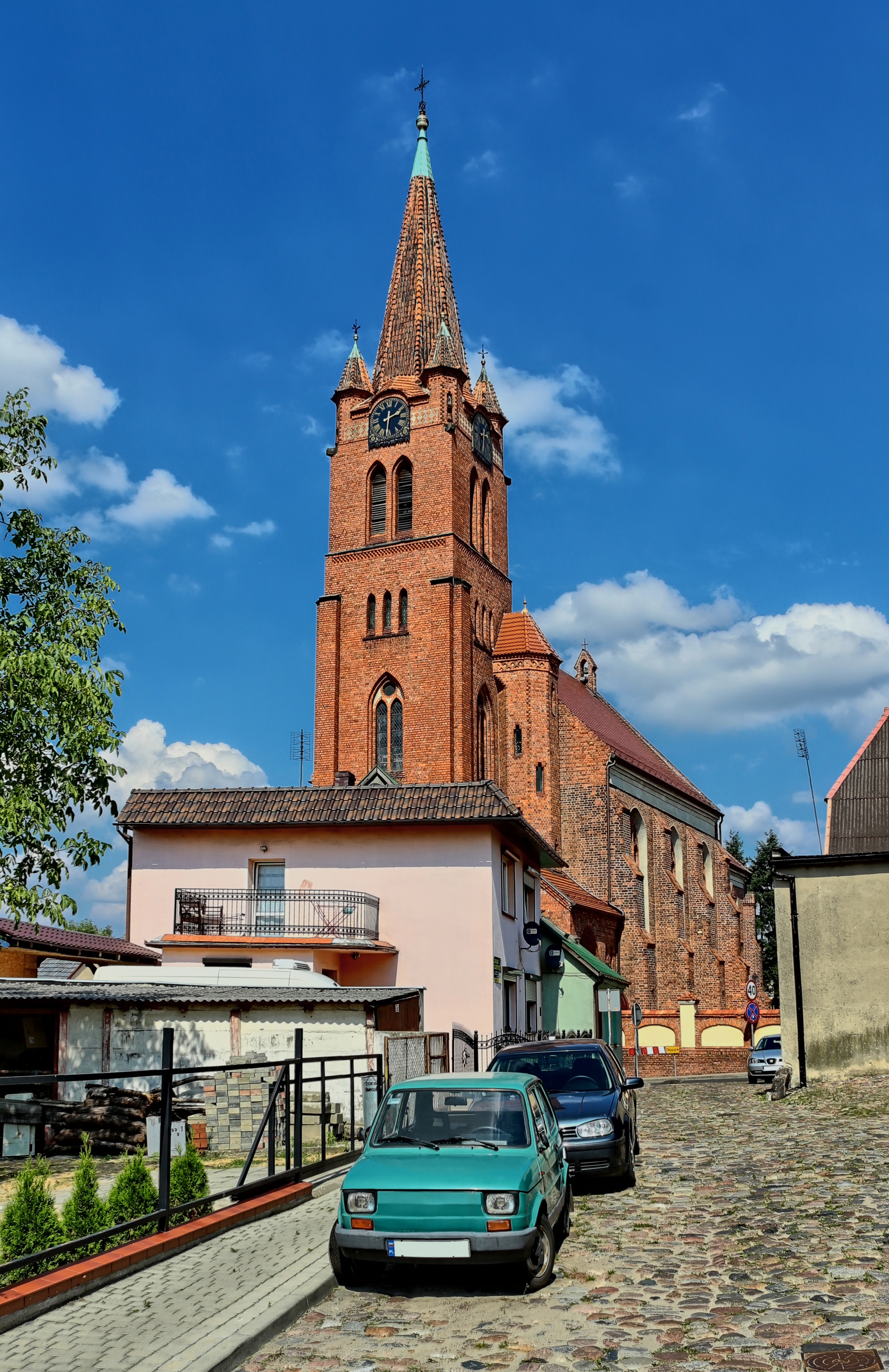
Kościół Najświętszej Maryi Panny Wniebowziętej z XV w.

- kościół Najświętszej Maryi Panny Wniebowziętej (gotycki) z XV w.
- kościół cmentarny pw. św. Wita z 1769, odrestaurowany w 1908
- poewangelicki kościół św. Stanisława Kostki (klasycystyczny) z 1830 (wieża z 1869)
- budynki dawnego browaru z 1894
- budynek poczty
- wiatraki
- Śmigielska Kolej Dojazdowa
- gazownia miejska z 1902

## Transport
Obok miasta przebiega obwodnica będąca fragmentem drogi ekspresowej S5 relacji Świecie – Lubawka (E261), przed Śmiglem kończą swój bieg drogi wojewódzkie nr 309 i 312, a w odległości 5 km linia kolejowa Poznań – Leszno.
Przez miasto przebiega wąskotorowa Śmigielska Kolej Dojazdowa.

## Sport
W mieście funkcjonuje klub piłkarski „Pogoń 1929 Śmigiel”, rozgrywający swoje mecze w sezonie 2023/2024 w klasie okręgowej, gr. wielkopolskiej III.

## Honorowi obywatele miasta Śmigla
- Prof. dr hab. Tadeusz Mendel – rektor Wyższej Szkoły Marketingu i Zarządzania w Lesznie; związany też z Uniwersytetem Ekonomicznym w Poznaniu; mieszka w Śmiglu od urodzenia.
- Prof. dr hab. Eugeniusz Grys – światowej sławy ginekolog związany z Akademią Medyczną im. Karola Marcinkowskiego w Poznaniu; urodzony w Śmiglu.
- Stefan Grys – doktor chemii i prezes leszczyńskiego Akwawitu; urodził się i dzieciństwo spędził w Śmiglu.
- Bronisława Kus – inicjatorka zawiązania partnerskich stosunków pomiędzy Śmiglem i miastem Neufchâteau we Francji; mieszkała w Śmiglu.
- Krzysztof Jasiński, dyrektor i założyciel krakowskiego Teatru Stu; przez kilka lat mieszkał w Śmiglu.
- Prof. dr hab. Kazimierz Przyszczypkowski – prorektor Uniwersytetu im. Adama Mickiewicza w Poznaniu; urodził się i mieszkał w Śmiglu.
- Prof. zw. dr hab. Stefan Abt – były rektor Poznańskiej Wyższej Szkoły Biznesu i Języków Obcych w Poznaniu, związany też z Uniwersytetem Ekonomicznym w Poznaniu; urodził się i przez pewien czas mieszkał w Śmiglu[20].

## Zobacz też

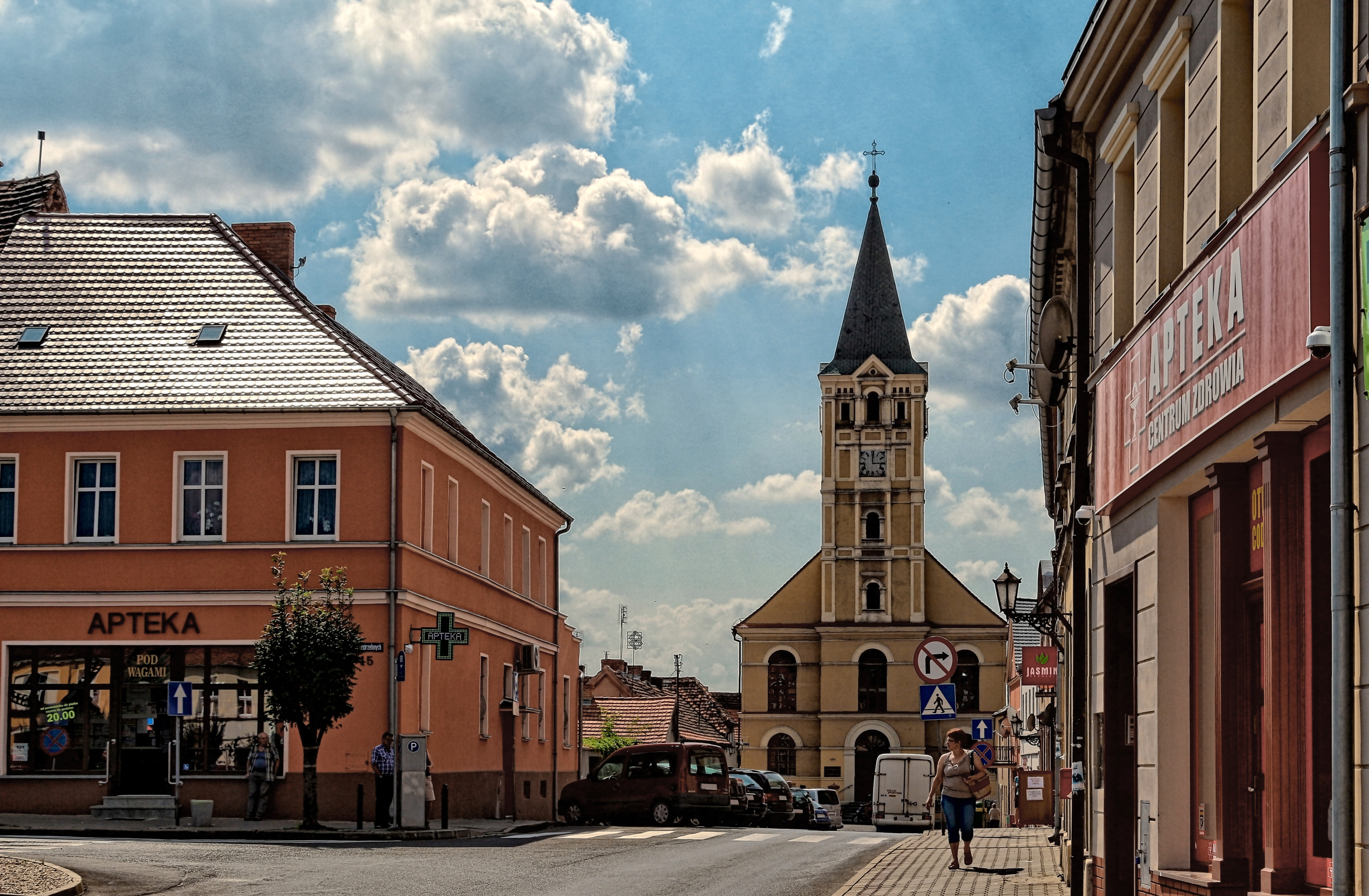
Centrum miasta i poewangelicki kościół św. Stanisława Kostki z XIX w.